# Василевка (Жмеринский район)
Василевка (укр. Василівка) — посёлок, входит в Жмеринский район Винницкой области Украины.
Население по переписи 2001 года составляло 20 человек. Почтовый индекс — 23114. Телефонный код — 04332. Занимает площадь 0,355 км². Код КОАТУУ — 521083406.

## Местный совет
23144, Вінницька обл., Жмеринський р-н, с. Курилівці